# Parafia Ewangelicko-Augsburska w Ściborzycach Wielkich
Parafia Ewangelicko-Augsburska w Ściborzycach Wielkich – parafia luterańska w Ściborzycach Wielkich, należąca do diecezji katowickiej Kościoła Ewangelicko-Augsburskiego w RP.

## Historia
W 1523 księstwo karniowskie zostało zakupione przez Jerzego Hohenzolerna, który wprowadził wyznanie luterańskie. Ściborzyce Wielkie z sąsiednimi Rozumicami jako jedne z nielicznych w okolicy zachowały charakter ewangelicki po okresie kontrreformacji. 
Szkoła ewangelicka istniała tu od 1765. Administracyjnie miejscowi luteranie należeli do ewangelickiej parafii w Rozumicach, przy czym Rozumice były niemieckojęzyczne, a Ściborzyce Wielkie - morawskojęzyczne. Nabożeństwa w kościele w Rozumicach odbywały się w obu językach. Z tego powodu w 1873 poświęcono tu własny filialny kościół ewangelicki, w którym nabożeństwa odbywały się w języku czeskim. Zbór ściborzycki liczył wówczas około 800 członków. 
U schyłku XIX stulecia na 1077 mieszkańców Ściborzyc Wielkich było 1047 ewangelików. Po drugiej wojnie światowej Morawców uznano za ludność polską i pozwolono im pozostać. Po 1956 nastąpiła fala emigracji do Niemiec. 
W 2008 parafia liczyła około 30 członków, a w samych Ściborzycach zamieszkiwały dwie rodziny ewangelickie. W 2022 do parafii należało 18 dorosłych osób, nie wliczając młodzieży i dzieci.
Parafia nie posiada własnego duszpasterza, administrowana jest przez proboszcza parafii w Rybniku. Nabożeństwa odbywają się w każdą drugą i czwartą niedzielę miesiąca oraz w święta.